# Papiro Oxirrinco 21
El Papiro Oxirrinco 21 también llamado P. Oxy. 21 es un fragmento del segundo libro de la Ilíada (en concreto desde el verso 745 al 764 de dicho canto), escrito en griego. Fue descubierto por Bernard Pyne Grenfell y Arthur Surridge Hunt en 1897, en Oxirrinco, Egipto. El fragmento está fechado en el siglo I. Se encuentra en el Instituto Oriental de la Universidad de Chicago, Illinois, Estados Unidos y el texto fue publicado por Grenfell y Hunt en 1898.

## Documento
El manuscrito fue escrito en papiro, en forma de un rollo. Las mediciones del fragmento son 200 por 147 mm. El fragmento contiene 20 líneas de texto. El documento está escrito en caligrafía uncial.